# 권재진
권재진(權在珍, 1953년 7월 27일 ~ 2020년 5월 9일)은 대구에서 출생한 대한민국의 법조인 및 검사이다. 대검차장, 서울고검장, 청와대 민정수석을 역임했으며, 2011년 8월 12일 이명박 정부의 마지막 법무부 장관을 맡아서, 2013년 3월 11일 법무부 장관 퇴임을 했다.2020년 5월 9일 암 투병으로 사망하였다.

## 학력
- 경북고등학교 졸업
- 서울대학교 법학과 학사
- 서울대학교 대학원 형사법학과 법학석사 수료

## 주요경력

### 정치
- 2009년 ~ 2011년 청와대 민정수석
- 2011년 8월 12일 ~ 2013년 3월 11일 제62대 법무부 장관

### 검찰 경력
- 1978년	제20회 사법시험 합격
- 1980년~1983년공군 법무관
- 1983년~1986년	서울지방검찰청 남부지청 검사
- 1986년~1987년	마산지방검찰청 거창지청 검사
- 1987년~1990년	서울지방검찰청 검사
- 1990년	대검찰청 검찰연구관
- 1991년	수원지방검찰청 검사(고등검찰관)
- 1992년~1993년 대구지방검찰청 상주지청 지청장
- 1993년~1993년 창원지방검찰청 진주지청 부장검사
- 1993년~1996년 수원지방검찰청 공안부 부장검사
- 1996년~1997년 부산지방검찰청 형사3부 부장검사
- 1997년~1999년 사법연수원 교수
- 1999년~2000년 서울지방검찰청 형사3부 부장검사
- 2000년~2000년 창원지방검찰청 통영지청 지청장
- 2000년~2001년 전주지방검찰청 차장검사
- 2001년~2002년 서울고등검찰청 검사
- 2002년~2003년 서울지방검찰청 북부지청 차장검사
- 2003년~2004년 서울지방검찰청 남부지청 지청장
- 2004년~2004년 서울북부지방검찰청 검사장
- 2004년~2005년 울산지방검찰청 검사장
- 2005년~2006년 대검찰청 공안부 부장
- 2006년~2007년 대구지방검찰청 검사장
- 2007년~2007년 대구고등검찰청 검사장
- 2007년~2008년 대검찰청 차장검사
- 2009년~2009년 서울고등검찰청 검사장

### 변호사 경력
- 2013년 ~ 2020년 변호사권재진법률사무소 변호사

### 사외이사 재직 경력
- 2017년 3월 25일 ~ 2020년 5월 9일 (주)LS 사외이사

## 법무부 장관 인사청문회

### 큰아들 병역 특혜 및 재산공개 누락 의혹
2011년 8월 8일 오전 청문회에서 큰아들이 경기도 포천의 국제나이론이라는 공장에서 실제로 일했다는 명백한 증거라며 지난 2003년 8월 12일부터 2004년 12월 29일까지 포천 농협에서 이뤄진 38번의 입출금 내역을 공개했다. 하지만 아들의 산업기능요원 근무 시기가 2002년 9월부터 시작됐음에도 불구하고 계좌 내역은 2003년 8월부터 제출한 것을 두고도 의혹이 증폭됐다.
아들이 서울대 공익요원으로 배정을 받기위해 어머니와 봉천동으로 위장전입까지 한 상황에서 돌연 친구가 운영하는 포천의 회사로 근무지를 옮긴 것에 대해서도 의혹이 일었다.

## 가족 관계
- 배우자: 최보숙(1957년 ~ )
  - 장남: 권석현(1981년 ~ ) 김앤장 법률사무소 변리사
    - 첫째 며느리: 박승주

  - 차남: 권석재(1982년 ~ ) 중앙대학교 근무
    - 둘째 며느리: 이세현